# Henry Draper

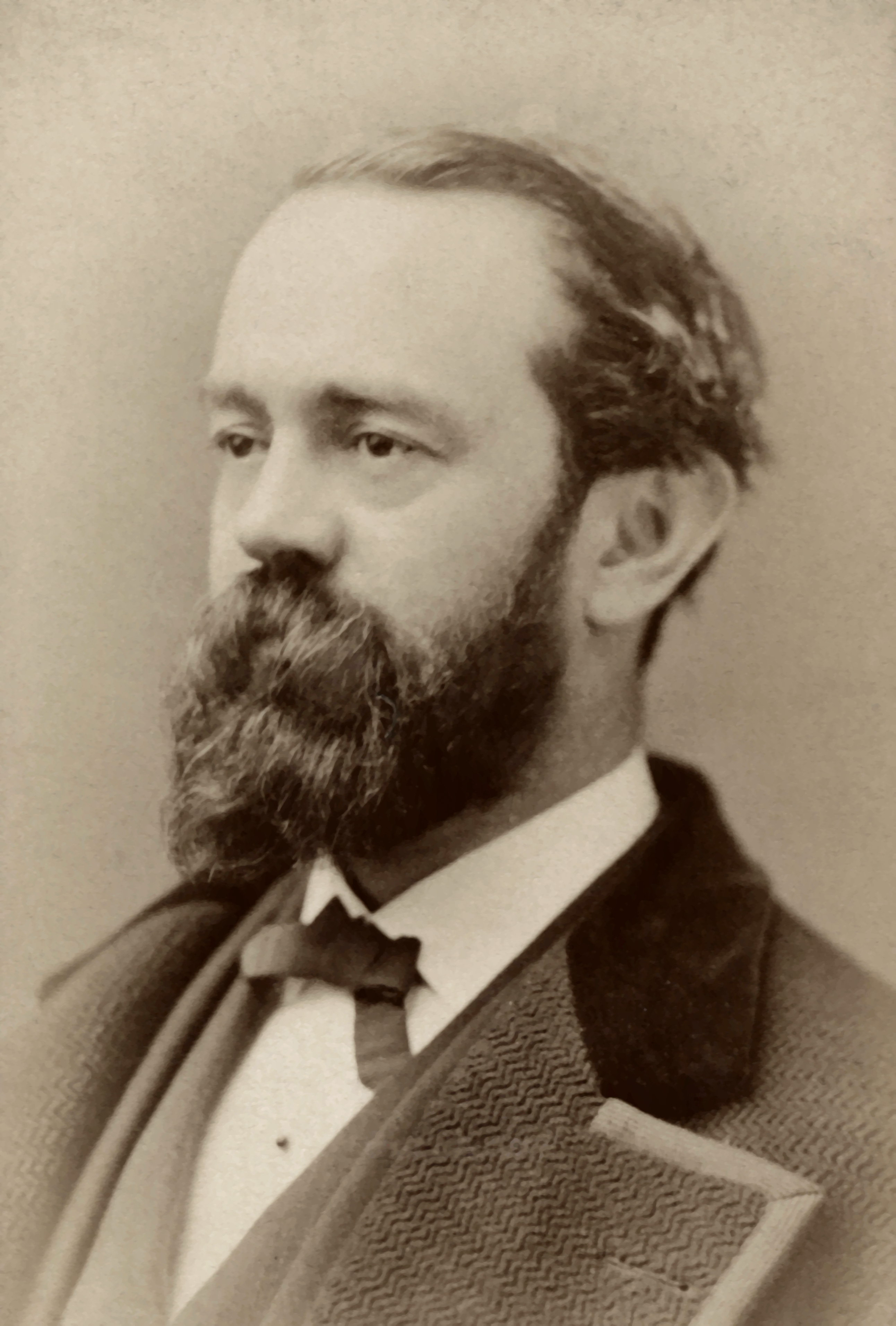
Henry Draper

Henry Draper (* 7. März 1837 im Prince Edward County, Virginia; † 20. November 1882 in New York City) war ein US-amerikanischer praktischer Arzt und Astronom. Er war ein Pionier der Spektroskopie und Namensgeber für den Henry-Draper-Katalog.

## Leben
Draper half bereits als Junge seinem Vater (John William Draper) bei der Anfertigung von Fotos von mikroskopischen Präparaten für ein Lehrbuch. Er studierte Medizin und wurde 1861 Professor der Physiologie und analytischen Chemie an der Universität New York. 1867 heiratete er Mary Anna, geb. Palmer.
Seit früher Jugend pflegte er die Astronomie als Hobby und wurde einer der Pioniere der Astrofotografie und der Spektrografie. 1857 besuchte er auf einer Europareise die Privatsternwarte des Lord Rosse in Irland mit dem 72-Zoll-Teleskop. Im Jahr darauf begann er mit der Anfertigung eines speziell für Himmelsfotografie konstruierten Spiegelteleskops mit 40 cm Durchmesser. Diese Entwicklungsarbeit in einer Privatsternwarte auf dem Grundstück seines Vaters erfolgte mit Unterstützung seines Bruders Daniel. Seine detaillierte Beschreibung der Herstellung von Optik (ein versilberter Glasspiegel) und Montierung erschien 1865 bei der Smithsonian Institution und wurde zu einem Standardwerk für Optiker. 1870 baute Draper ein noch größeres Teleskop.
Nach einem Jagdausflug in die Rocky Mountains, auf dem er sich erkältet hatte, verstarb er überraschend auf der Höhe seiner Karriere.

## Leistungen als Astronom

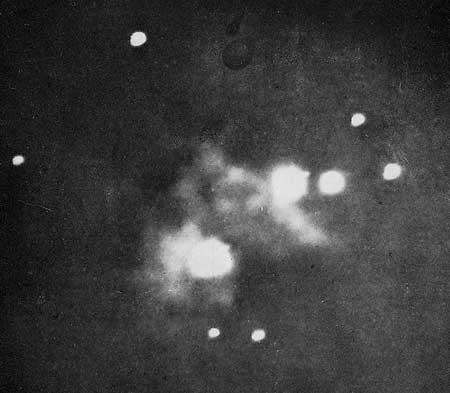
Henry Drapers Aufnahme des Orionnebels von 1880

Neben seiner – sehr erfolgreichen – hauptberuflichen Tätigkeit als Physiologe leistete er Bahnbrechendes als Astronom:
Er fotografierte 1872 als Erster erfolgreich das Spektrum eines Sterns, das der Wega (Alpha Lyrae). In der Nacht des 30. September 1880 gelang es ihm als Erstem, einen Sternnebel (Orionnebel) zu fotografieren. Auch die Konstruktion des Gitterspektrografen stammt von ihm. Draper konnte darüber hinaus das Element Wasserstoff auf der Sonne nachweisen.
Weitere Erstleistungen betrafen das Spektrogramm eines Kometen und eine Weitwinkelaufnahme vom gesamten Kometenschweif (Komet Tebbutt von 1881), ferner Spektrogramme vom Mond und den Planeten Venus, Mars und Jupiter und schließlich vom Orion-Nebel. Die seinerzeit von einem mechanischen Uhrwerk angetriebene Mechanik zur Nachführung des Teleskops wurde von ihm entscheidend verbessert. So wurden Himmelsaufnahmen mit Belichtungszeiten von über drei Stunden möglich. Auch veröffentlichte er Monografien über Spektrografie und Teleskopkonstruktionen in Fachzeitschriften.
Seine Witwe Mary Anna Draper, auch bekannt als Mary Anna Palmer Draper, stiftete dem Harvard-Observatorium einen beträchtlichen Teil ihres Erbes („Henry Draper Memorial Fund“). Hiermit konnte die Herausgabe eines umfangreichen Sternkatalogs (neun Bände, 1918–1925) finanziert werden. Dieser wurde von Annie Cannon und Edward C. Pickering erstellt und listet über 350.000 Sterne mit ihren Spektralklassen auf.
Nach Draper benannt sind die „Draper-Klassifikation“ der Sternspektren, der Henry-Draper-Katalog, die Henry-Draper-Medaille für besondere Leistungen auf dem Gebiet der Astrophysik sowie der Mondkrater Draper.
1877 wählten ihn die National Academy of Sciences sowie die American Philosophical Society zum Mitglied. 1881 wurde er in die American Academy of Arts and Sciences aufgenommen.